# Наумовский (Пролетарский район)
Нау́мовский — хутор в Пролетарском районе Ростовской области.
Входит в состав Будённовского сельского поселения.

## География
Хутор расположен на левом берегу Пролетарского канала.

## Население
| 2010 |
| ---- |
| 498  |

## Улицы
- ул. Грибановская,
- ул. Дорожная,
- ул. Луговая,
- ул. Тенистая,
- ул. Центральная,
- ул. Черёмушек.